# Raymonda Vergauwen
Raymonda Elisa Florentina Vergauwen (Sas van Gent, 15 de marzo de 1928-Sas van Gent, 5 de abril de 2018) fue una deportista belga que compitió en natación. Ganó una medalla de oro en el Campeonato Europeo de Natación de 1950, en la prueba de 200 m braza.

## Palmarés internacional
| Campeonato Europeo | Campeonato Europeo | Campeonato Europeo | Campeonato Europeo |
| Año                | Lugar              | Medalla            | Prueba             |
| ------------------ | ------------------ | ------------------ | ------------------ |
| 1950               | Viena (Austria)    | Medalla de oro     | 200 m braza        |